# 新生街道 (盘锦市)
新生街道，是中华人民共和国辽宁省盘锦市兴隆台区下辖的一个乡镇级行政单位。人口将近12497人。

## 行政区划
新生街道下辖以下地区：
新华社区、新谊社区、新风社区、鼎翔社区和苇海社区。